# Cemetry Gates
"Cemetry Gates" é uma das canções do terceiro álbum da banda inglesa de rock alternativo The Smiths, lançado em 1986. A canção foi escrita por Morrissey e Johnny Marr e se concentra em um riff de guitarra que Marr inicialmente é incomum o suficiente para constituir o núcleo da canção. Morrissey, por outro lado, gostou dele e convenceu Marr de que eles conseguiram concluir a música.
Morrissey brinca com o plagiarismo nas letras do poema, refletindo suas lembranças de caminhar por tombais em Manchester. "Cemetry Gates" foi um lado B do single "Ask" da banda de 1986. As letras engraçadas de Morrissey e a guitarra suave de Marr foram bem recebidas.

## Produção
"Cemetry Gates" foi criada no momento em que o guitarrista dos Smiths, Johnny Marr, andava em um trem; ele lembrou: "Eu estava ... pensando: 'Se você é bom, logo de manhã sente-se e escreva uma ótima música'. Comecei com 'Cemetry Gates'; mudança do Si menor para o Sol em Sol aberto."
Marr ficou cético em usar a música no início, achando que a parte da guitarra não era interessante o suficiente para ser uma música. No entanto, Morrissey, o vocalista dos Smiths, gostou da performance de Marr na música e o convenceu de que a música deveria ser lançada. Marr lembrou: "Eu fiz isso na minha cozinha com Morrissey. Embora eu não estivesse certo quando toquei, este é um exemplo de como uma parceria funciona. porque Morrissey a amava e era tão simples e simples que eu estava prestes a abandoná-la."
O produtor Stephen Street afirmou que "a vibração era simplesmente maravilhosa" durante a gravação da música. Street disse mais tarde sobre a música: "São todos os melhores elementos do The Smiths. E que vocal e letra maravilhosos. É um belo alívio abençoado. É delicado, mas ainda tem poder".

## Letra
As letras de Morrissey foram inspiradas em suas caminhadas com seu amigo Linder Sterling ao Cemitério Sul em Chorlton. A letra da música descreve dois amigos passando um dia no cemitério, onde um amigo dá um sermão no outro sobre plágio enquanto ironicamente segue versos de Ricardo III e The Man Who Came to Dinner ("todas aquelas pessoas, todas aquelas vidas, onde estão elas agora? "). A canção apresenta Morrissey comentando sobre críticos que menosprezaram suas citações de outros escritores, notadamente Oscar Wilde. O autor Simon Goddard afirmou sobre isso:
Foi extremamente irônico, se não deliberadamente autoparódico, da parte de Morrissey abordar a questão do plágio em uma canção que incorporava descaradamente palavras que não eram suas.
O título da música foi escrito incorretamente, embora não esteja claro se isso foi intencional ou não.
Embora "Cemetry Gates" tenha sido inspirado no Cemitério Sul em Manchester, a letra central da música, "Keats and Yeats estão do seu lado/Enquanto Wilde está do meu", faz referência aos túmulos de três notáveis figuras literárias que estão enterradas em outro lugar; John Keats está enterrado no Cemitério Protestante, em Roma, Os restos mortais de W. B. Yeats estão no cemitério da Igreja de São Columba, Drumcliffe, na Irlanda, e o túmulo de Oscar Wilde está no Cemitério Père Lachaise, em Paris. Em 2006, Morrissey posou para uma sessão de fotos para a Mojo Magazine encostado na lápide de Keats.

Referências na letra de "Cemetry Gates"
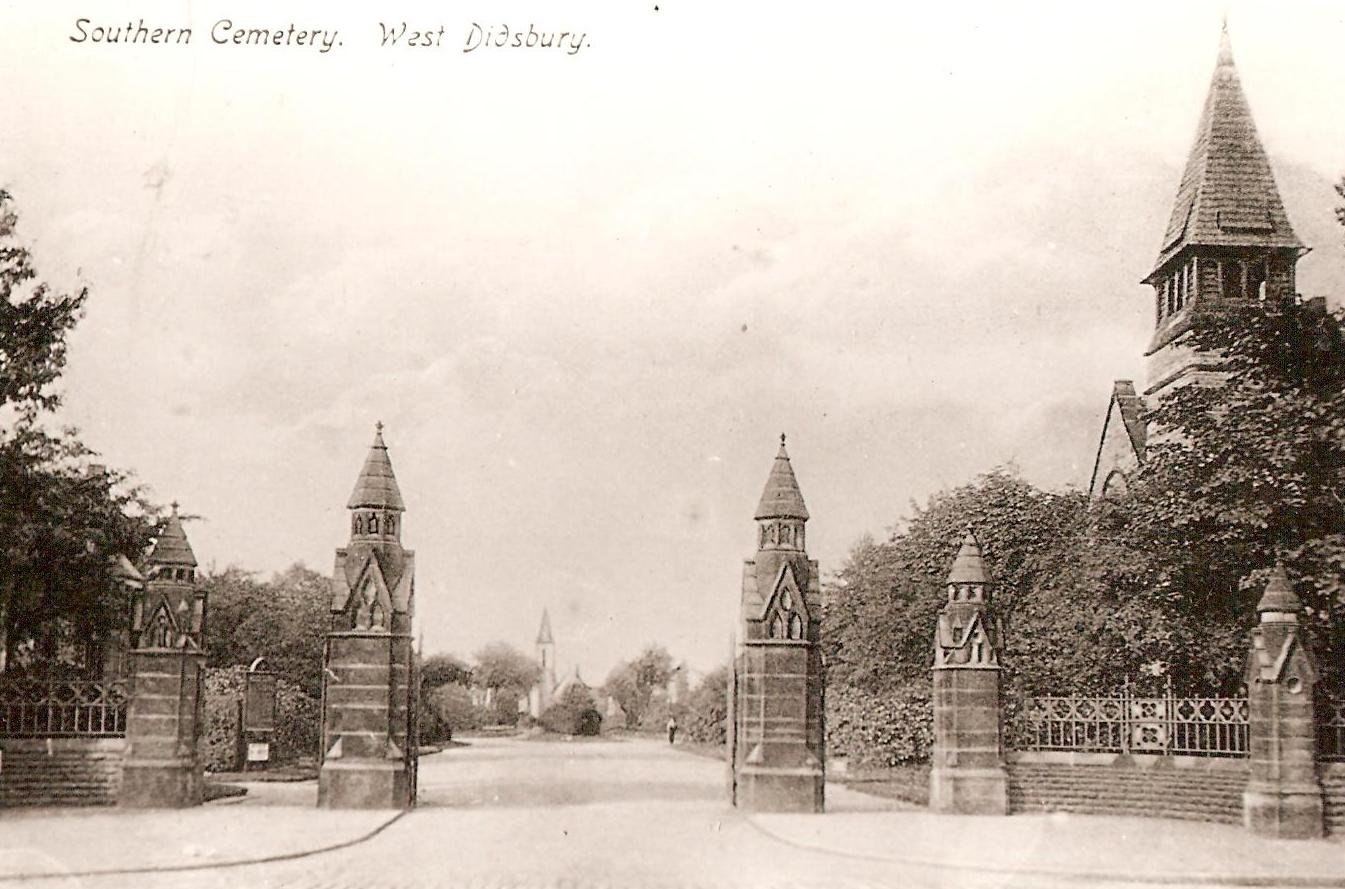
Os portões do cemitério sul, Manchester, que inspirou a música
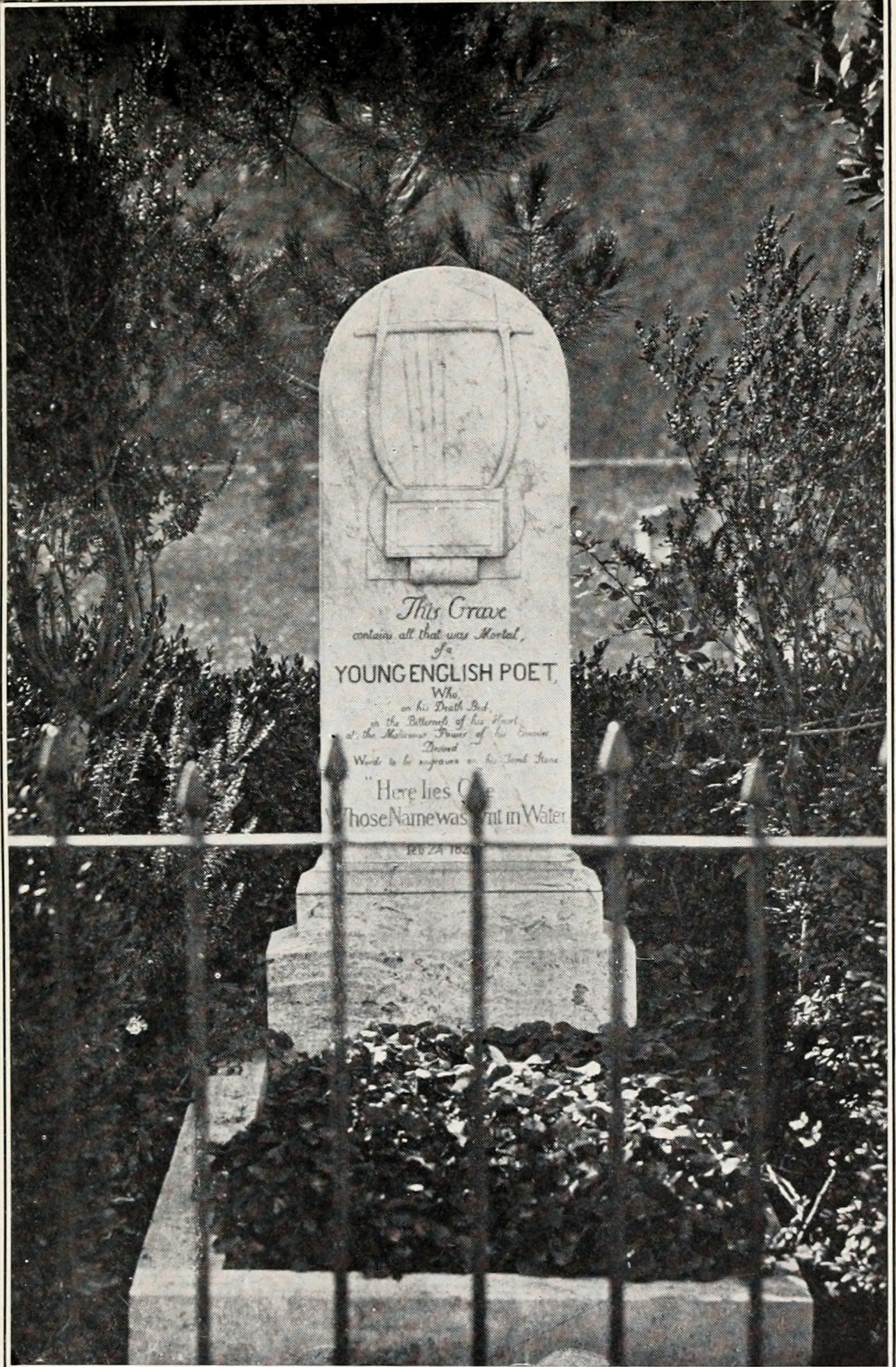
Túmulo de John Keats no Cemitério Protestante, Roma
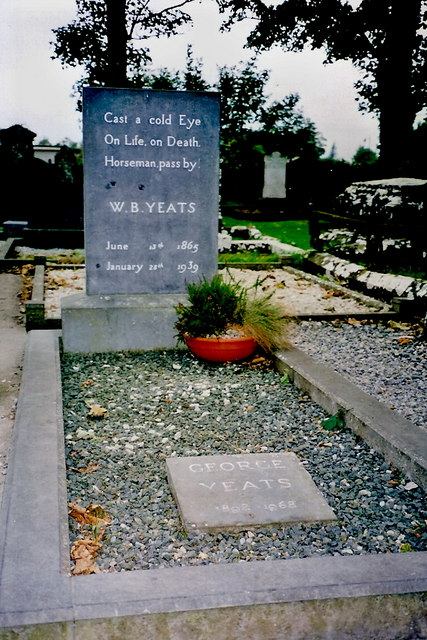
Túmulo de W. B. Yeats na Igreja de São Columba, Drumcliff
Túmulo de Oscar Wilde no Cemitério Père-Lachaise, Paris

## Lançamento
"Cemetry Gates" foi lançado pela primeira vez no terceiro álbum da banda de 1986, The Queen Is Dead. Foi uma adição de última hora ao álbum. A música foi incluída no lado B do single "Ask" da banda em outubro de 1986. Uma versão ao vivo da música também apareceu no álbum ao vivo da banda de 1988, Rank.

## Recepção
"Cemetry Gates" foi aclamado pela crítica desde seu lançamento. Mark Coleman, da Rolling Stone, falou com entusiasmo sobre o desempenho vocal de Morrissey em "Cemetry Gates", concluindo "Quando ele está mais pretensioso, colocando Wilde contra Keats e Yeats em uma batalha de bardos em 'Cemetry Gates', Morrissey soa mais claro e melódico. do que nunca, trazendo versos improváveis para o céu. Goste ou não, esse cara ainda estará por aí por um tempo." Stephen Thomas Erlewine, do site AllMusic, observou o assunto lírico da música como "um tópico particularmente interessante e obviamente próximo ao coração do cantor".
O Blender destacou a música como uma faixa-chave do álbum para download. A Billboard nomeou a música como a sétima melhor música dos Smiths, elogiando a linha de guitarra "edificante" de Marr, enquanto Louder incluiu a música entre as dez melhores músicas não classificadas dos Smiths, chamando a faixa de "lindamente escrita". A Rolling Stone classificou a música como a 11.ª melhor música dos Smiths, enquanto a NME o nomeou como a 15.ª melhor da banda. Consequence of Sound classificou a música como a 29.ª melhor da banda, chamando-a de "uma rara chance de ver Moz confortável em sua própria pele".

## Pessoal
- Morrissey - Vocal
- Andy Rourke - Baixo
- Mike Joyce - Bateria
- Johnny Marr - Guitarra